# Katarina Pohlodkova
Katarina Pohlodkova (Gent, 29 februari 2004) is een Belgisch zangeres. Ze verwierf bekendheid door haar winst van The Voice Kids in 2017.

## Biografie
Pohlodkova groeide op in Lebeberg. In 2017 deed ze mee aan The Voice Kids. Tijdens haar blind audition zong Podlokova het nummer I Have Nothing van Whitney Houston. Ze wist alle stoelen te laten draaien en koos voor Josje Huisman als coach. Uiteindelijk wist Pohlodkova door te stoten naar de finale, waarin ze de meeste stemmen kreeg en daardoor de wedstrijd won.
Eind 2017 sprak ze een stem in voor de film Coco.
Pohlodkova tekende in september 2018 een platencontract bij Universal Music. Diezelfde maand bracht ze tevens haar debuutsingle getiteld The Girl That Let You Go uit. De single gaat over een meisje die haar vriend de laatste kans geeft tot het redden van hun gezamenlijke relatie.

## Discografie

### Singles
| Jaar | Titel                    |
| ---- | ------------------------ |
| 2018 | The Girl That Let You Go |
| 2018 | Text Message             |
| 2018 | Paranoid                 |
| 2020 | Talk That Talk           |